# Marcus Little
Marcus Little is een personage in The Suite Life on Deck tot 2010. Zijn bijnaam was Lil' Little. Marcus Little werd gespeeld door Doc Shaw. 
Marcus was bevriend met Zack Martin, Cody Martin, Bailey Pickett, Woody Fink, London Tipton, Mr. Moseby en Addison. Marcus Little verscheen als eerst in de aflevering Roomies en speelde was als laatst te zien in de aflevering Bon Voyage. Hij was verliefd op London Tipton en komt uit Atlanta.
De Nederlandse stemacteur is Jimmy Lange.